# Stump Johnson
James „Stump“ Johnson (* 17. Januar 1902 in Clarksville, Tennessee; † 5. Dezember 1969 in St. Louis, Missouri) war ein US-amerikanischer Pianist und Sänger des St.-Louis-Blues.

## Leben und Wirken
Johnson, der auch die Pseudonyme Shorty George und Snitcher Roberts benutzte, kam mit seiner Familie um 1909 von Tennessee nach St. Louis. Prägenden Einfluss hatte Son Long, ein legendärer Pianist aus dem Rotlichtbezirk der Stadt. Erste Aufnahmen entstanden 1929 für das Label QRS; der Hokum-Blues The Duck’s Yas Yas war ein Party-Hit in St. Louis. Johnson spielte ihn drei Mal ein; er wurde von Tampa Red gecovert, die B-Seite The Snitchers Blues wurde von Red als Friendless Blues eingespielt. Weitere Aufnahmen entstanden für OKeh und Brunswick sowie im September und Oktober 1929 für Paramount in Richmond, an denen Ike Rodgers und der Kornettist „Baby“ James mitwirkten. 1932 nahm er für Victor Records mit Roosevelt Sykes in Dallas auf;  Seine letzten Aufnahmen vor dem Zweiten Weltkrieg spielte er in Chicago am 2. August 1933 für Bluebird ein (Don’t Give My Lard Away/Steady Grindin’). Dorothea Trowbridge, J.D. Short und Pinetop Sparks wirkten mit.
Nach Ableistung seines Militärdienstes in der US-Army arbeitete er im Restaurant seines Bruders Jesse in St. Louis. Ende 1954 hatte er ein kurzes Comeback, nachdem er von Charles „Lindy“ O’Brien aufgefunden und von Bob Koester interviewt wurde. Er arbeitete in den Nachkriegsjahren im Finanzamt der Stadtverwaltung von St. Louis und als Polizist im nahen Wellston. Seine letzte Aufnahmesession hatte Stump Johnson 1964 für Euphonic, als er Songs für einen Film-Soundtrack (Blues Like Showers of Rain) beisteuerte, der 1970 erschien.
2007 erschien ein Album, das den 1954 von Paul Affeldt aufgenommenen Titel Snitchers Blues enthielt sowie weitere, bislang unveröffentlichte Stücke.

## Diskographische Hinweise
- Complete Recorded Works in Chronological Order (Document)
- The Duck’s Yas-Yas-Yas (Agram, ed. 2008)